# Riserva legale
La riserva legale è una quota del patrimonio netto di una società o di un ente che deve essere accantonata per legge.

## Diritto italiano
In Italia è fatto obbligo alle società di capitali di accantonare una somma corrispondente almeno alla ventesima parte degli utili netti annuali per costituire una riserva (riserva legale), fino a che questa non abbia raggiunto il quinto del capitale sociale, nonché di reintegrarla ove sia diminuita. Questa quota sale al 30% per le società cooperative.
Le compagnie di assicurazione sono tenute a formare le cosiddette "riserve tecniche", comprendenti le riserve matematiche, sufficienti a garantire le obbligazioni assunte e le spese future nel rispetto dei principi attuariali e delle regole applicative individuate dall'ISVAP con regolamento; le riserve sono costituite, al lordo delle cessioni in riassicurazione tanto per il ramo vita quanto per il ramo danni.
Per le casse di previdenza trasformate ai sensi del D.Lgs. 509/1994 è la quota di patrimonio netto, in misura non inferiore a 5 annualità dell'importo delle pensioni in essere, per assicurare la continuità della erogazione delle prestazioni e deve essere investito in titoli e/o obbligazioni facilmente esigibili.

## Diritto elvetico
In Svizzera le compagnie di assicurazione costituiscono la loro riserva legale secondo le indicazioni dell'Autorità di sorveglianza che ne stabilisce l'importo minimo.

### Leggi
- Decreto legislativo 30 giugno 1994, n. 509, in materia di "Attuazione della delega conferita dall'art. 1, comma 32, della legge 24 dicembre 1993, n. 537, in materia di trasformazione in persone giuridiche private di enti gestori di forme obbligatorie di previdenza e assistenza."
- Ministero del lavoro e della previdenza sociale - Decreto 29 novembre 2007 (PDF)[collegamento interrotto].
- Ministero del lavoro e della previdenza sociale - Decreto 29 novembre 2007.
- Decreto-legge 2 dicembre 2011, n. 201, articolo 24, in materia di "Disposizioni urgenti per la crescita, l'equita' e il consolidamento dei conti pubblici."

### Circolari
- Circolare Ministero del Lavoro e delle Politiche sociali - 16 giugno 2012 (PDF) (archiviato dall'url originale il 4 maggio 2014).

### News
- Il bilancio tecnico degli enti previdenziali, in CNPADC NEWS. URL consultato il 1º aprile 2013 (archiviato dall'url originale il 18 luglio 2012).